# 仙台オープン病院
仙台オープン病院（せんだいオープンびょういん）は、宮城県仙台市宮城野区鶴ケ谷に所在する総合病院。公益財団法人仙台市医療センターが運営する。

## 概要
1976年1月、仙台市医師会と仙台市による公設民営型の医師会病院として開業。開業当時の名称は鶴ケ谷オープン病院、病床数は100床であった。開業当初より、地域の診療所やクリニックの主治医を支援するため、MRIやCTを解放する、オープンシステムを導入しており、日本初の地域医療支援病院として承認されている。
2007年より、救急輸送時間の短縮のため、救急搬送患者の受け入れのための照会プロセスを全て省略し、全例受け入れる体制をとっている。
仙台市消防局を退職した救急救命士を患者搬送の補助や、救命講習の指導役として積極的に採用している。

## 沿革
- 1976年1月 - 鶴ケ谷オープン病院として開業（100床）。
- 1980年3月 - 160床に増床。
- 1981年2月 - 200床に増床。
- 1986年
  - 3月 - 330床に増床。
  - 4月 - 仙台オープン病院に改称。
  - 6月 - 救急センター診療開始。
- 1989年6月 - 救急センターを365日完全24時間体制に。
- 1998年9月 - 地域医療支援病院として承認される。
- 2003年10月 - 管理型臨床研修指定病院として承認される。
- 2011年10月 - 災害拠点病院に指定。

## 診療科
- 消化管・肝胆膵内科
- 循環器内科
- 呼吸器内科
- 消化器外科・一般外科
- 乳腺外科
- 心臓血管外科・呼吸器外科
- 総合診療科
- 救急科
- 麻酔科
- 放射線科
- 歯科

登録主治医による診療科
- 婦人科
- 眼科
- 皮膚科
- 泌尿器科
- 耳鼻咽喉科
- 整形外科
- 脳神経外科

## 医療機関の指定・認定
（下表の出典）
| 保険医療機関                                             | 原子爆弾被害者一般疾病医療取扱医療機関 |
| 労災保険指定医療機関                                     | 公害医療機関                           |
| 指定自立支援医療機関（更生医療）                         | 地域医療支援病院                       |
| 身体障害者福祉法指定医の配置されている医療機関           | 災害拠点病院（地域）                   |
| 生活保護法指定医療機関                                   | 臨床研修病院（基幹型）                 |
| 結核指定医療機関                                         | 特定疾患治療研究事業委託医療機関       |
| 難病の患者に対する医療等に関する法律に基づく指定医療機関 | 在宅療養後方支援病院                   |
| 戦傷病者特別援護法指定医療機関                           | DPC対象病院                            |

- 救急告示病院（二次救急）[9]
- 公益財団法人日本医療機能評価機構認定病院[10]
- このほか、各種法令による指定・認定病院であるとともに、各学会の認定施設でもある。

## 交通アクセス
- JR仙石線・仙台市地下鉄南北線・仙台市地下鉄東西線「仙台駅」から[11]
  - タクシーで約30分
  - 仙台市営バス「仙台オープン病院前経由」にて約30分
- 仙台市地下鉄南北線「旭ヶ丘駅」から[11]
  - 仙台市営バス「鶴ケ谷7丁目行き」乗車（約15分）「仙台オープン病院前」停留所下車